# Tabladitas
Tabladitas es una pequeña localidad del departamento Cochinoca en la provincia de Jujuy, Argentina.
Las casas construidas en adobe caracterizan su fisonomía. La economía del lugar se caracteriza en la producción y cría de camélidos (llamas) y ovejas.

## Geografía

### Demografía
- Población en 1991: sin datos (INDEC)
- Población estimada 2011: 45 hab.(INDEC)

### Clima
Por lo general los inviernos son muy fríos he intensos con registros de hasta -25 °C.

### Sismicidad
La sismicidad del área de Jujuy es frecuente y de intensidad baja, y un silencio sísmico de terremotos medios a graves cada 40 años.
- Sismo de 1863: aunque dicha actividad geológica catastrófica, ocurre desde épocas prehistóricas, el terremoto del 4 de enero de 1863 (162 años),[2] señaló un hito importante dentro de la historia de eventos sísmicos jujeños, con 6,4 Richter. Pero nada cambió extremando cuidados y/o restringiendo códigos de construcción.[1]
- Sismo de 1948: el 25 de agosto de 1848 (176 años) con 7,0 Richter, el cual destruyó edificaciones y abrió numerosas grietas en inmensas zonas[2][1]
- Sismo de 2009: el 6 de noviembre de 2009 (15 años) con 5,6 Richter